# 柳河娜
劉荷娜（1986年3月22日—），韓國女演員，2006年於臺灣演出時藝名「劉荷娜」，2011年3月，於新浪微博啟用新藝名「柳河娜」，然報章媒體仍常常以「劉荷娜」稱呼之。
2007年，與林志穎合作《放羊的星星》，收視極好，受到台灣人的注目。同年又參與《糟糠之妻俱樂部》的演出，飾演主角兒子的妻子，活力熱情的表現受到人們的讚賞。

## 個人生活
2011年9月，公開與棒球選手李容圭已交往三個月，並於同年12月17日閃電結婚。2013年產長子，2019年產次子。

## 演出作品

### 電視劇
- 2007年：三立《放羊的星星》飾演 夏之星
- 2007年：SBS《糟糠之妻俱樂部》飾演 崔賢實
- 2009年：KBS《松藥局的兒子們》飾演 吳恩智
- 2011年：SBS《天堂牧場》飾演 朴珍英
- 2011年：SBS《對我說謊試試》飾演 姜熙（客串）

### 電影
- 2004年：《我也回來了》
- 2006年：《京義線》
- 2007年：《六號出口》
- 2009年：《東京計程車》
- 2010年：《奶奶強盜團》（客串）

### MV
- 周杰倫《白色風車》
- 簡鍾旭《軟弱的男人》
- 魏晨《Good Bye Good Bye》

## 綜藝節目
- 2011年：SBS《強心臟》E63~E64 致命魅力男特輯
- 2016年：TvN《現場脫口秀Taxi》E412
- 2016年：SBS《오! 마이 베이비》E107~E108

## 腳註
1. 1 2 3  陳慧貞; 陳慧玲. . 自由時報. 2007年3月11日  [2016年12月11日]. （原始内容存档于2017-12-13） （中文）.
2. 1 2 3  宣傳服務小組. . 台視. 2007年3月12日  [2016年12月11日]. （原始内容存档于2016-12-20） （中文）.
3. 1 2  . 新浪微博.   [2016-12-11]. （原始内容存档于2017-03-05）.
4. 1 2  . Nownews. 2011年12月13日  [2011-12-13]. （原始内容存档于2013-05-24）.
5. 1 2 3  路皓惟. . 臺北市士林區天母棒球場: 東森新聞雲. 2015年11月14日  [2016年12月11日]. （原始内容存档于2017-09-02） （中文）.
6. ↑  親筆簽名
7. ↑  . www.ctwant.com.   [2022-01-31]. （原始内容存档于2022-02-01） （中文（臺灣））.
8. ↑  . star.ettoday.net.   [2022-01-31]. （原始内容存档于2022-01-31） （中文（繁體））.
9. ↑  . 网易. 2021-02-18  [2022-01-31]. （原始内容存档于2022-01-31）.

## 外部連結
- NAVER搜索
- 柳河娜的Instagram帳戶